# Mathias Olesen
Mathias Flaga Olesen (Lussemburgo, 21 marzo 2001) è un calciatore lussemburghese, centrocampista del Colonia e della nazionale lussemburghese.

## Carriera

### Club
Cresciuto nel settore giovanile del Colonia, nella stagione 2019-2020 viene promosso in seconda squadra dove disputa due incontri in Regionalliga. Continua a giocare con la squadra riserve fino alla fine della stagione 2021-2022, nella quale esordisce anche in prima squadra giocandovi 3 partite nella prima divisione tedesca. Viene poi aggregato definitivamente alla prima squadra a partire dalla stagione 2022-2023.

### Nazionale
Ha giocato nelle nazionali giovanili lussemburghesi Under-17, Under-19 ed Under-21.
Nel settembre del 2020 riceve la prima convocazione da parte dalla nazionale lussemburghese per disputare gli incontri di UEFA Nations League in programma contro Azerbaigian e Montenegro. Debutta l'11 novembre 2021 contro l'Azerbaigian.
Il 16 novembre 2023 realizza il suo primo gol con la nazionale maggiore nel successo per 4-1 contro la Bosnia ed Erzegovina.

## Statistiche

### Presenze e reti nei club
Statistiche aggiornate al 14 febbraio 2025.
| Stagione          | Squadra           | Campionato        | Campionato | Campionato | Coppe nazionali | Coppe nazionali | Coppe nazionali | Coppe continentali | Coppe continentali | Coppe continentali | Altre coppe | Altre coppe | Altre coppe | Totale | Totale | Totale |
| Stagione          | Squadra           | Comp              | Pres       | Reti       | Comp            | Pres            | Reti            | Comp               | Pres               | Reti               | Comp        | Pres        | Reti        | Pres   | Reti   |        |
| ----------------- | ----------------- | ----------------- | ---------- | ---------- | --------------- | --------------- | --------------- | ------------------ | ------------------ | ------------------ | ----------- | ----------- | ----------- | ------ | ------ | ------ |
| 2019-2020         | Colonia II        | RL                | 2          | 0          | -               | -               | -               | -                  | -                  | -                  | -           | -           | -           | 2      | 0      |        |
| 2020-2021         | Colonia II        | RL                | 25         | 0          | -               | -               | -               | -                  | -                  | -                  | -           | -           | -           | 25     | 0      |        |
| 2021-2022         | Colonia II        | RL                | 27         | 4          | -               | -               | -               | -                  | -                  | -                  | -           | -           | -           | 27     | 4      |        |
| 2022-2023         | Colonia II        | RL                | 1          | 0          | -               | -               | -               | -                  | -                  | -                  | -           | -           | -           | 1      | 0      |        |
| Totale Colonia II | Totale Colonia II | Totale Colonia II | 55         | 4          |                 | -               | -               |                    | -                  | -                  |             | -           | -           | 55     | 4      |        |
| 2021-2022         | Colonia           | BL                | 3          | 0          | CG              | 0               | 0               | -                  | -                  | -                  | -           | -           | -           | 3      | 0      |        |
| 2022-2023         | Colonia           | BL                | 14         | 0          | CG              | 0               | 0               | UECL               | 2                  | 0                  | -           | -           | -           | 16     | 0      |        |
| 2023-gen. 2024    | Colonia           | BL                | 6          | 0          | CG              | 1               | 0               | -                  | -                  | -                  | -           | -           | -           | 7      | 0      |        |
| gen.-giu. 2024    | Yverdon           | SL                | 17         | 0          | CS              | -               | -               | -                  | -                  | -                  | -           | -           | -           | 17     | 0      |        |
| 2024-2025         | Colonia           | 2L                | 10         | 0          | CG              | 4               | 1               | -                  | -                  | -                  | -           | -           | -           | 14     | 1      |        |
| Totale Colonia    | Totale Colonia    | Totale Colonia    | 33         | 0          |                 | 5               | 1               |                    | 2                  | 0                  |             | -           | -           | 40     | 1      |        |
| Totale carriera   | Totale carriera   | Totale carriera   | 105        | 4          |                 | 5               | 1               |                    | 2                  | 0                  |             | -           | -           | 112    | 5      |        |

### Cronologia presenze e reti in nazionale
| Cronologia completa delle presenze e delle reti in nazionale ― Lussemburgo | Cronologia completa delle presenze e delle reti in nazionale ― Lussemburgo | Cronologia completa delle presenze e delle reti in nazionale ― Lussemburgo | Cronologia completa delle presenze e delle reti in nazionale ― Lussemburgo | Cronologia completa delle presenze e delle reti in nazionale ― Lussemburgo | Cronologia completa delle presenze e delle reti in nazionale ― Lussemburgo | Cronologia completa delle presenze e delle reti in nazionale ― Lussemburgo | Cronologia completa delle presenze e delle reti in nazionale ― Lussemburgo |
| Data                                                                       | Città                                                                      | In casa                                                                    | Risultato                                                                  | Ospiti                                                                     | Competizione                                                               | Reti                                                                       | Note                                                                       |
| -------------------------------------------------------------------------- | -------------------------------------------------------------------------- | -------------------------------------------------------------------------- | -------------------------------------------------------------------------- | -------------------------------------------------------------------------- | -------------------------------------------------------------------------- | -------------------------------------------------------------------------- | -------------------------------------------------------------------------- |
| 11-11-2021                                                                 | Baku                                                                       | Azerbaigian                                                                | 1 – 3                                                                      | Lussemburgo                                                                | Qual. Mondiali 2022                                                        | -                                                                          | 88’                                                                        |
| 25-3-2022                                                                  | Lussemburgo                                                                | Lussemburgo                                                                | 1 – 3                                                                      | Irlanda del Nord                                                           | Amichevole                                                                 | -                                                                          | 74’                                                                        |
| 29-3-2022                                                                  | Zenica                                                                     | Bosnia ed Erzegovina                                                       | 1 – 0                                                                      | Lussemburgo                                                                | Amichevole                                                                 | -                                                                          |                                                                            |
| 4-6-2022                                                                   | Vilnius                                                                    | Lituania                                                                   | 0 – 2                                                                      | Lussemburgo                                                                | UEFA Nations League 2022-2023 - 1º turno                                   | -                                                                          | 60’                                                                        |
| 7-6-2022                                                                   | Tórshavn                                                                   | Fær Øer                                                                    | 0 – 1                                                                      | Lussemburgo                                                                | UEFA Nations League 2022-2023 - 1º turno                                   | -                                                                          | 90+5’                                                                      |
| 11-6-2022                                                                  | Lussemburgo                                                                | Lussemburgo                                                                | 0 – 2                                                                      | Turchia                                                                    | UEFA Nations League 2022-2023 - 1º turno                                   | -                                                                          | 46’                                                                        |
| 17-11-2022                                                                 | Lussemburgo                                                                | Lussemburgo                                                                | 2 – 2                                                                      | Ungheria                                                                   | Amichevole                                                                 | -                                                                          | 46’                                                                        |
| 20-11-2022                                                                 | Lussemburgo                                                                | Lussemburgo                                                                | 0 – 0                                                                      | Bulgaria                                                                   | Amichevole                                                                 | -                                                                          | 11’ 46’                                                                    |
| 23-3-2023                                                                  | Trnava                                                                     | Slovacchia                                                                 | 0 – 0                                                                      | Lussemburgo                                                                | Qual. Euro 2024                                                            | -                                                                          | 64’                                                                        |
| 26-3-2023                                                                  | Lussemburgo                                                                | Lussemburgo                                                                | 0 – 6                                                                      | Portogallo                                                                 | Qual. Euro 2024                                                            | -                                                                          | 64’                                                                        |
| 9-6-2023                                                                   | Lussemburgo                                                                | Lussemburgo                                                                | 0 – 1                                                                      | Malta                                                                      | Amichevole                                                                 | -                                                                          |                                                                            |
| 17-6-2023                                                                  | Lussemburgo                                                                | Lussemburgo                                                                | 2 – 0                                                                      | Liechtenstein                                                              | Qual. Euro 2024                                                            | -                                                                          | 46’                                                                        |
| 20-6-2023                                                                  | Zenica                                                                     | Bosnia ed Erzegovina                                                       | 0 – 2                                                                      | Lussemburgo                                                                | Qual. Euro 2024                                                            | -                                                                          |                                                                            |
| 8-9-2023                                                                   | Lussemburgo                                                                | Lussemburgo                                                                | 3 – 1                                                                      | Islanda                                                                    | Qual. Euro 2024                                                            | -                                                                          | 64’                                                                        |
| 13-10-2023                                                                 | Reykjavík                                                                  | Islanda                                                                    | 1 – 1                                                                      | Lussemburgo                                                                | Qual. Euro 2024                                                            | -                                                                          | 61’                                                                        |
| 16-10-2023                                                                 | Lussemburgo                                                                | Lussemburgo                                                                | 0 – 1                                                                      | Slovacchia                                                                 | Qual. Euro 2024                                                            | -                                                                          | 90+3’                                                                      |
| 16-11-2023                                                                 | Lussemburgo                                                                | Lussemburgo                                                                | 4 – 1                                                                      | Bosnia ed Erzegovina                                                       | Qual. Euro 2024                                                            | 1                                                                          | 75’                                                                        |
| 19-11-2023                                                                 | Vaduz                                                                      | Liechtenstein                                                              | 0 – 1                                                                      | Lussemburgo                                                                | Qual. Euro 2024                                                            | -                                                                          |                                                                            |
| 21-3-2024                                                                  | Tbilisi                                                                    | Georgia                                                                    | 2 – 0                                                                      | Lussemburgo                                                                | Qual. Euro 2024                                                            | -                                                                          | 77’                                                                        |
| 26-3-2024                                                                  | Lussemburgo                                                                | Lussemburgo                                                                | 2 – 1                                                                      | Kazakistan                                                                 | Amichevole                                                                 | -                                                                          | 64’                                                                        |
| 5-6-2024                                                                   | Metz                                                                       | Francia                                                                    | 3 – 0                                                                      | Lussemburgo                                                                | Amichevole                                                                 | -                                                                          |                                                                            |
| 8-6-2024                                                                   | Bruxelles                                                                  | Belgio                                                                     | 3 – 0                                                                      | Lussemburgo                                                                | Amichevole                                                                 | -                                                                          |                                                                            |
| 5-9-2024                                                                   | Belfast                                                                    | Irlanda del Nord                                                           | 2 – 0                                                                      | Lussemburgo                                                                | UEFA Nations League 2024-2025 - 1º turno                                   | -                                                                          | 85’                                                                        |
| 8-9-2024                                                                   | Lussemburgo                                                                | Lussemburgo                                                                | 0 – 1                                                                      | Bielorussia                                                                | UEFA Nations League 2024-2025 - 1º turno                                   | -                                                                          | 46’                                                                        |
| 12-10-2024                                                                 | Plovdiv                                                                    | Bulgaria                                                                   | 0 – 0                                                                      | Lussemburgo                                                                | UEFA Nations League 2024-2025 - 1º turno                                   | -                                                                          |                                                                            |
| 15-10-2024                                                                 | Zalaegerszeg                                                               | Bielorussia                                                                | 1 – 1                                                                      | Lussemburgo                                                                | UEFA Nations League 2024-2025 - 1º turno                                   | -                                                                          | 75’ 76’                                                                    |
| 15-11-2024                                                                 | Lussemburgo                                                                | Lussemburgo                                                                | 0 – 1                                                                      | Bulgaria                                                                   | UEFA Nations League 2024-2025 - 1º turno                                   | -                                                                          | 78’                                                                        |
| 18-11-2024                                                                 | Lussemburgo                                                                | Lussemburgo                                                                | 2 – 2                                                                      | Irlanda del Nord                                                           | UEFA Nations League 2024-2025 - 1º turno                                   | -                                                                          | 56’                                                                        |
| 22-3-2025                                                                  | Lussemburgo                                                                | Lussemburgo                                                                | 1 – 0                                                                      | Svezia                                                                     | Amichevole                                                                 | -                                                                          | 73’                                                                        |
| 25-3-2025                                                                  | San Gallo                                                                  | Svizzera                                                                   | 3 – 1                                                                      | Lussemburgo                                                                | Amichevole                                                                 | -                                                                          | 75’ 89’                                                                    |
| Totale                                                                     |                                                                            | Presenze                                                                   | 30                                                                         |                                                                            | Reti                                                                       | 1                                                                          |                                                                            |

## Palmarès

### Club

#### Competizioni nazionali
- Campionato tedesco di seconda divisione: 1

Colonia: 2024-2025